# Ali Campbell
Alistair Ian "Ali" Campbell, född 15 februari 1959 i Birmingham, är en brittisk reggaeartist, sångare och låtskrivare, samt en av grundarna av världens mest framgångsrika reggaeband om man ser till listplaceringar och inspelade pengar: UB40. Han är bror till Robin Campbell, som fortfarande spelar i UB40, och Duncan Campbell som blev medlem i UB40 och tog över som sångare efter att Ali lämnat bandet samt son till den skotske folksångaren Ian Campbell (1933-2012).
Efter att i cirka 30 år varit UB40:s huvudsångare lämnade han bandet efter att ha släppt soloalbumet Running Free 2008 bandet för att bli soloartist. Sedan dess har han släppt fyra soloalbum som alla hamnat bland de 15 bästa på Storbritanniens albumlista. Under dessa, med reggaemått mätt otroliga tre decennier, sålde Campbell som en del av UB40 över 70 miljoner album och turnerade på mängder av platser i alla världsdelar. 
Det är Ali Campbells röst man hört i låtar som "Red Red Wine" (en cover på Neil Diamonds låt från 1967 som förde UB40 ända upp till förstaplatsen på Storbritanniens topplista i augusti 1983), duetterna "I Got You Babe" (1:a i Storbritannien i augusti 1985) och "Breakfast In Bed" (6:a 1986) med Chrissie Hynde, och på "(I Can't Help) Falling In Love With You" (1:a i både UK och USA 1993) och "Don't Break My Heart" (3:a 1985), samt på hela åtta album bland de tre bästa på den brittiska topplistan för album mellan 1980 och 2008.
Ali Campbell har haft fortsatta framgångar som soloartist. Alla hans fyra album har placerat sig bland de 15 bästa i Storbritannien.

## Diskografi
med UB40
- se diskografi för UB40

Studioalbum
- 1995 – Big Love - Virgin
- 2007 – Running Free - Absolute
- 2009 – Flying High - Absolute / Jacaranda
- 2009 – Many Rivers to Cross: Live - Universal Distribution (livealbum)
- 2010 – Great British Songs - Jacaranda